# Valle de Morelos
Valle de Morelos är en ort i Mexiko.   Den ligger i kommunen Ayala och delstaten Morelos, i den sydöstra delen av landet, 80 km söder om huvudstaden Mexico City. Valle de Morelos ligger 1 168 meter över havet och antalet invånare är 510.
Terrängen runt Valle de Morelos är kuperad västerut, men österut är den platt. Runt Valle de Morelos är det ganska tätbefolkat, med 239 invånare per kvadratkilometer. Närmaste större samhälle är Cuautla Morelos, 9,2 km norr om Valle de Morelos. Omgivningarna runt Valle de Morelos är en mosaik av jordbruksmark och naturlig växtlighet.